# Aiptasia
Aiptasia is een geslacht van zeeanemonen uit de familie van de Aiptasiidae. 

## Soorten
- Aiptasia couchii Gosse, 1858
- Aiptasia insignis Carlgren, 1941
- Aiptasia mutabilis (Gravenhorst, 1831)

Niet geaccepteerde soorten:
- Aiptasia californica Carlgren, 1952 → Exaiptasia pallida (Agassiz in Verrill, 1864)
- Aiptasia carnea Andrès, 1881 → Aiptasia mutabilis (Gravenhorst, 1831)
- Aiptasia diaphana (Rapp, 1829) → Exaiptasia diaphana (Rapp, 1829)
- Aiptasia erythrochila (Fischer, 1874) → Aiptasiogeton eruptaurantia' (Field, 1949)
- Aiptasia inula (Duchassaing & Michelotti, 1864) → Exaiptasia pallida (Agassiz in Verrill, 1864)
- Aiptasia leiodactyla Pax, 1910 → Exaiptasia pallida (Agassiz in Verrill, 1864)
- Aiptasia mimosa (Duchassaing & Michelotti, 1864) → Exaiptasia pallida (Agassiz in Verrill, 1864
- Aiptasia minuta (Verrill, 1866) → Exaiptasia pallida (Agassiz in Verrill, 1864)
- Aiptasia pallida (Agassiz in Verrill, 1864) → Exaiptasia pallida (Agassiz in Verrill, 1864)
- Aiptasia parva Carlgren, 1938 → Aiptasiogeton parva (Carlgren, 1938)
- Aiptasia prima (Stephenson, 1918)
- Aiptasia pulchella Carlgren, 1943 → Exaiptasia pallida (Agassiz in Verrill, 1864)
- Aiptasia saxicola Andrès, 1881 → Aiptasia diaphana (Rapp, 1829)
- Aiptasia tagetes (Duchassaing & Michelotti, 1864) → Exaiptasia pallida (Agassiz in Verrill, 1864)